# Aeroporto de Rhinelander-Condado de Oneida
O Aeroporto de Rhinelander-Condado de Oneida (em inglês:  Rhinelander-Oneida County Airport) (IATA: RHI, ICAO: KRHI) é um aeroporto público localizado a 3 km ao sudoeste da cidade de Rhinelander no condado de Oneida, Wisconsin, nos Estados Unidos. O aeroporto tem 509 hectares e duas pistas de pouso e decolagem. Uma linha aérea serve passageiros ao aeroporto.
Ele está incluído na Federal Aviation Administration (FAA), no plano nacional de sistemas aeroportuárias integrados para 2019 – 2023, em que é categorizado como uma instalação de serviços comerciais primários não-Hub.

## Linhas aéreas e destinos
| Companhias     | Destinos                            |
| -------------- | ----------------------------------- |
| Delta Airlines | Iron Mountain, Minneapolis/St. Paul |